# بروس والر
بروس والر (بالإنجليزية: Bruce Waller)‏ هو فيلسوف أمريكي، ولد في 20 أغسطس 1946.